# Marcjan Trofimiak
Marcjan Trofimiak (* 16. April 1947 in Kosowa) ist ein ukrainischer Geistlicher und emeritierter Bischof von Luzk.

## Leben
Der Apostolische Administrator von Riga, Julijans Kardinal Vaivods, weihte ihn am 26. Mai 1974 zum Priester.
Papst Johannes Paul II. ernannte ihn am 16. Januar 1991 zum Titularbischof von Auzia und Weihbischof in Lemberg. Die Bischofsweihe spendete ihm der Erzbischof von Lemberg, Marian Jaworski, am 2. März desselben Jahres; Mitkonsekratoren waren Stanisław Nowak, Bischof von Częstochowa, und Tadeusz Kondrusiewicz, Apostolischer Administrator des europäischen Russlands. 
Als Wahlspruch wählte er Per Christum, cum Christo et in Christo. Am 25. März 1998 wurde er zum Bischof von Luzk ernannt. Von seinem Amt trat er am 24. Juli 2012 zurück.